# 海因里希·凯米希
海因里希·凯米希（德語：Heinrich Keimig，1913年6月12日—1966年1月15日），德国男子手球运动员，场上位置是守门员。他曾代表德国参加1936年夏季奥林匹克运动会手球比赛，获得一枚金牌。